# Quality Punk Rock
Quality Punk Rock är ett samlingsalbum utgivet på Bad Taste Records 1996. Samtliga låtar var tidigare outgivna vid tidpunkten för skivans utgivning.
Det medverkade bandet Sarcoblaster bestod bland andra av två medlemmar ur punkgruppen Millencolin.

## Låtlista
1. Lagwagon - "Wind in Your Sail" - 2:43
2. Pridebowl - "Memories of You" - 2:12
3. Bollweevils - "7½ Clicks" - 2:26
4. Satanic Surfers  "Labios De Mierda" - 1:29
5. Turtlehead - "Thought" - 3:38
6. Loosegoats - "Cardboard Boxes" - 2:03
7. Adhesive - "Bubble Burst" - 2:40
8. Everyday Madness - "Killer" - 1:09
9. Astream - "Alone" - 3:16
10. Slobsticks - "Spearmint" - 2:38
11. Passage 4 - "Somehow" - 3:03
12. Scarecrow - "Dare to Speak" - 3:34
13. Sarcoblaster - "Corruption" - 1:39
14. Home Grown - "No Way Out" - 3:16
15. Slobax - "Days Like This" - 4:01
16. Randy - "Yesterday (When I Was Mad)" - 2:44

## Personal
- Fredrik Olofsson - producent, inspelningstekniker (spår 7)
- Jatte - inspelningstekniker (spår 4)
- John Cameron - inspelningstekniker (spår 5)
- Matt Allison - inspelningstekniker (spår 3)
- Per Olof Saether - inspelningstekniker, producent (spår 11)
- Ryan Greene - inspelningstekniker (spår 1)

### Fotnoter
1. ↑  ”Quality Punk Rock”. Discogs.com. http://www.discogs.com/Various-Quality-Punk-Rock/release/1243205. Läst 5 januari 2012.
2. ↑  ”Quality Punk Rock”. Bad Taste Records. Arkiverad från originalet den 25 maj 2012. https://archive.is/20120525180645/http://www.badtasterecords.se/records.asp?id=63. Läst 5 januari 2012.